# سانجی گادوی
سانجی گادوی (انگلیسی: Sanjay Gadhvi؛ زادهٔ ۲۲ نوامبر ۱۹۶۵ – درگذشتهٔ ۱۹ نوامبر ۲۰۲۳) کارگردان فیلم، و فیلم‌نامه‌نویس اهل هند بود.

## فیلم‌شناسی

### کارگردان
- عروسی دوستم است (۲۰۰۲)
- موج (۲۰۰۴)
- موج ۲ (۲۰۰۶)
- آدم‌ربایی (۲۰۰۸)
- Ajab Gazabb Love (۲۰۱۲)
- Operation Parindey (۲۰۲۰)[۴]

### نویسنده
- عروسی دوستم است (۲۰۰۲)